# Німеччина на зимових Олімпійських іграх 2018
Німеччина на зимових Олімпійських іграх 2018, що проходили з 9 по 25 лютого 2018 року в Пхьончхані (Південна Корея), була представлена 156 спортсменами у 14 видах спорту.

## Медалісти
| Медалі | Спортсмени                                                     | Вид спорту          | Дисципліна                             | Дата      |
| ------ | -------------------------------------------------------------- | ------------------- | -------------------------------------- | --------- |
| Золото | Лаура Дальмаєр                                                 | Біатлон             | спринт 7,5 км (жінки)                  | 10 лютого |
| Золото | Андреас Веллінгер                                              | Стрибки з трампліна | нормальний трамплін (чоловіки)         | 10 лютого |
| Золото | Арнд Пайффер                                                   | Біатлон             | спринт 10 км (чоловіки)                | 11 лютого |
| Золото | Лаура Дальмаєр                                                 | Біатлон             | гонка переслідування (жінки)           | 12 лютого |
| Золото | Наталі Гайзенбергер                                            | Санний спорт        | одиночні сани (жінки)                  | 13 лютого |
| Золото | Ерік Френцель                                                  | Лижне двоборство    | нормальний трамплін/10 км (чоловіки)   | 14 лютого |
| Золото | Тобіас Вендль Тобіас Арльт                                     | Санний спорт        | пари (чоловіки)                        | 14 лютого |
| Золото | Альона Савченко Бруно Массо                                    | Фігурне катання     | пари                                   | 15 лютого |
| Золото | Наталі Гайзенбергер Йоганнес Людвіг Тобіас Вендль Тобіас Арльт | Санний спорт        | змішана естафета                       | 15 лютого |
| Золото | Франческо Фрідріх Торстен Маргіс                               | Бобслей             | двійки (чоловіки)                      | 19 лютого |
| Золото | Йоганнес Рідцек                                                | Лижне двоборство    | великий трамплін/10 км (чоловіки)      | 20 лютого |
| Золото | Маріама Яманка Ліза Буквіц                                     | Бобслей             | двійки (жінки)                         | 21 лютого |
| Золото | Фінценц Гайгер Фабіан Рісле Ерік Френцель Йоганнес Рідцек      | Лижне двоборство    | командний великий трамплін/4×5 км      | 23 лютого |
| Золото | Франческо Фрідріх Канді Бауер Мартін Гроткопп Торстен Маргіс   | Бобслей             | четвірки (чоловіки)                    | 25 лютого |
| Срібло | Катаріна Альтгаус                                              | Стрибки з трампліна | нормальний трамплін (жінки)            | 12 лютого |
| Срібло | Даяна Айтбергер                                                | Санний спорт        | одиночні сани (жінки)                  | 13 лютого |
| Срібло | Жаклін Леллінг                                                 | Скелетон            | жінки                                  | 17 лютого |
| Срібло | Андреас Веллінгер                                              | Стрибки з трампліна | великий трамплін (чоловіки)            | 17 лютого |
| Срібло | Зімон Шемпп                                                    | Біатлон             | масстарт (чоловіки)                    | 18 лютого |
| Срібло | Карл Гайгер Штефан Лайє Ріхард Фрайтаг Андреас Веллінгер       | Стрибки з трампліна | великий трамплін, командні (чоловіки)  | 17 лютого |
| Срібло | Фабіан Рісле                                                   | Лижне двоборство    | великий трамплін/10 км (чоловіки)      | 20 лютого |
| Срібло | Селіна Єрг                                                     | Сноубординг         | паралельний гігантський слалом (жінки) | 24 лютого |
| Срібло | Ніко Вальтер Кевін Куске Александер Редігер Ерік Франке        | Бобслей             | четвірки (чоловіки)                    | 25 лютого |
| Срібло | Збірна                                                         | Хокей               | чоловіки                               | 25 лютого |
| Бронза | Йоганнес Людвіг                                                | Санний спорт        | одиночні сани (чоловіки)               | 11 лютого |
| Бронза | Бенедикт Долль                                                 | Біатлон             | гонка переслідування (чоловіки)        | 12 лютого |
| Бронза | Тоні Еггерт Заша Бенекен                                       | Санний спорт        | пари (чоловіки)                        | 14 лютого |
| Бронза | Лаура Дальмаєр                                                 | Біатлон             | індивідуальна гонка (жінки)            | 10 лютого |
| Бронза | Ерік Френцель                                                  | Лижне двоборство    | великий трамплін/10 км (чоловіки)      | 20 лютого |
| Бронза | Ерік Лессер Бенедикт Долль Арнд Пайффер Зімон Шемпп            | Біатлон             | естафета (чоловіки)                    | 23 лютого |
| Бронза | Рамона Терезія Гофмайстер                                      | Сноубординг         | паралельний гігантський слалом (жінки) | 24 лютого |
|        |                                                                |                     |                                        |           |

## Спортсмени
| Вид спорту      | Чоловіки | Жінки | Всього |
| --------------- | -------- | ----- | ------ |
| Біатлон         | 6        | 6     | 12     |
| Санний спорт    | 7        | 3     | 10     |
| Фігурне катання | 5        | 5     | 10     |
| Хокей           | 25       | 0     | 25     |
| Шорт-трек       | 1        | 2     | 3      |
| Усього          | 44       | 16    | 60     |